# North Carolina Museum of Art
North Carolina Museum of Art (Muzeum Sztuki w Karolinie Północnej) – muzeum sztuki w Raleigh, otwarte w 1956 roku. Kolekcja muzeum obejmuje dzieła sztuki starożytnej, amerykańskiej, europejskiej, współczesnej, afrykańskiej i zbiór judaików.

## Historia

### Początek zbiorów
Starania o utworzenie stanowego muzeum sztuki w Karolinie Północnej rozpoczęły się w 1924 roku wraz z utworzeniem State Art Society (Stanowego Towarzystwa Sztuki). Wśród najważniejszych postaci w tej organizacji byli John Blair (jego pierwszy prezes), Katherine Harrington, Robert Burton House i Clarence Poe. W 1928 roku Towarzystwo otrzymało darowiznę pieniężną i 75 obrazów z majątku pochodzącego z Północnej Karoliny Roberta F. Phifera, który przeprowadził się do Nowego Jorku. W następnym roku grupa objęła mecenat i kontrolę stanową. W budynku rolniczym w Raleigh powstało tymczasowe muzeum, które w 1939 roku przeniesiono do byłego budynku Sądu Najwyższego. W 1947 roku Robert Lee Humber lobbował na posiedzeniu rady zarządu na rzecz przyjęcia ustawy mającej na celu zebranie 1 miliona dolarów na zakup dzieł sztuki dla stanu. Ustawę uchwalono, a wyasygnowanie sumy uczyniło z Północnej Karoliny pierwszy stan, który zainaugurował zbiórkę dzieł sztuki ze środków publicznych. Za sumę tę zakupiono 139 europejskich i amerykańskich obrazów i rzeźb.

### Początek muzeum
W 1953 roku na posiedzeniu zarządu wyasygnowano środki na adaptację na muzeum istniejącego budynku przy Morgan Street w Raleigh. Muzeum zostało otwarte 6 kwietnia 1956 roku, a jego pierwszym dyrektorem został W. R. Valentiner. W 1960 roku Samuel H. Kress Foundation przekazała w darze muzeum 75 dzieł sztuki, włączając tym samym muzeum do swego programu wyposażania muzeów regionalnych w całych Stanach Zjednoczonych w dzieła sztuki ze swej kolekcji. Dar fundacji Kressa dla muzeum stał się największym i najważniejszym z wyjątkiem tego, który otrzymała National Gallery of Art w Waszyngtonie. W 1961 roku ustawodawca oddzielił muzeum od Stanowego Towarzystwa Sztuki, czyniąc z niego agencję stanową zarządzaną wspólnie przez stan i radę zarządu. Dziesięć lat później Muzeum Sztuki stało się jednostką North Carolina Department of Cultural Resources (Departamentu Zasobów Kulturalnych w Północnej Karolinie).

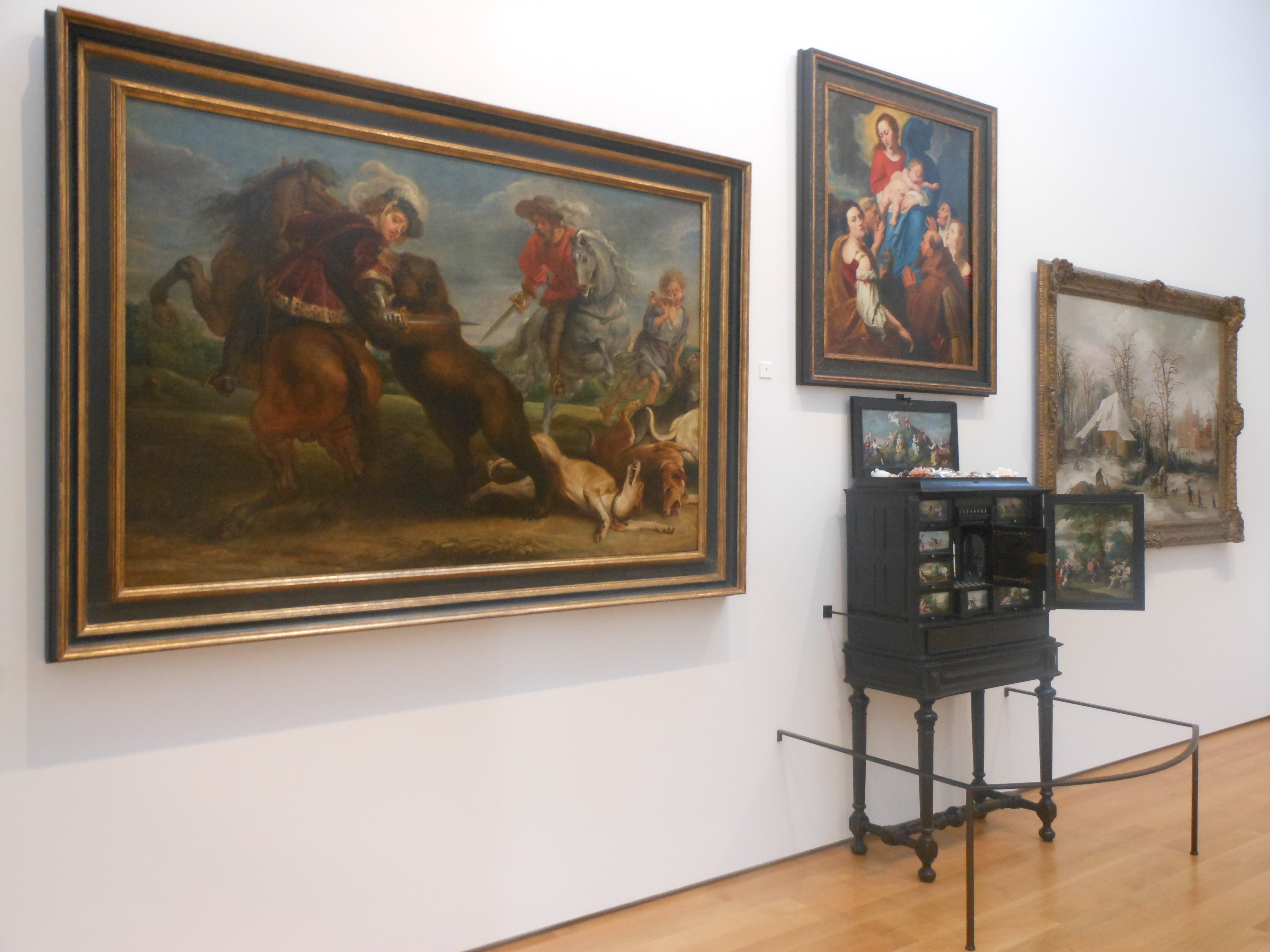
Sala sztuki europejskiej

5 kwietnia 1983 muzeum przeprowadziło się do West Raleigh na Blue Ridge Road, gdzie otwarto nowy budynek o powierzchni około 16 300 m², zaprojektowany przez Edwarda Durella Stone’a. W ostatniej dekadzie XX wieku i w nowym stuleciu muzealna kolekcja dzieł sztuki została znacząco rozbudowana. W 2005 r. Muzeum otrzymało darowiznę 29 rzeźb Auguste’a Rodina z fundacji Iris and B. Gerald Cantor Foundation. Dzieła tej kolekcji zostały rozmieszczone w nowym budynku galerii i okolicznych dziedzińcach. Dzięki tej darowiźnie muzeum ma największy zbiór rzeźb Rodina na amerykańskim Południu. W maju 2008 roku muzeum obiecano przekazanie zbioru ponad 100 dzieł z kolekcji Jima i Mary Patton. W skład tego zbioru wchodzą znaczące dzieła twórców współczesnych, takich jak: Milton Avery, Richard Diebenkorn, Jackie Ferrara, Adolph Gottlieb, Ellsworth Kelly, Robert Motherwell, Sean Scully i wielu innych. W lutym 2010 roku muzeum otrzymało w formie prezentu 4 obrazy: Pabla Picassa, Alfreda Sisleya, Maurice’a de Vlamincka i Emila Nolde ze zbioru Juliana i Josie Robertson. 24 kwietnia 2010 roku muzeum wzbogaciło się o kolejny obiekt – świetlistą galerię o powierzchni około 11 400 m², przeznaczoną na potrzeby kolekcji stałej. Parterową konstrukcję otaczają krajobrazowe ogrody rzeźby, odbijające światło stawy i dziedzińce, zaprojektowane przez nowojorskie biuro architektoniczne Thomas Phifer and Partners. Oprócz wystaw rotacyjnych muzeum oferuje programy edukacyjne dla studentów, nauczycieli oraz ogółu społeczeństwa.

## Zbiory
Kolekcja sztuki w North Carolina Museum of Art obejmuje ponad 5000 lat historii, począwszy od starożytnego Egiptu do dziś czyniąc muzeum jednym z najważniejszych muzeów sztuki na południowym wschodzie Stanów Zjednoczonych. W dziale starożytności znajduje się egipska sztuka pogrzebowa oraz rzeźby i ceramika z czasów greckich i rzymskich. Na kolekcję europejskich obrazów i rzeźb, począwszy od renesansu poprzez impresjonizm składają się ważne dzieła takich artystów jak: Giotto di Bondone, Sandro Botticelli, Rafael Santi, Antoon van Dyck, Peter Paul Rubens, Antonio Canova i Claude Monet. Amerykańską sztukę XVIII i XIX wieku reprezentują obrazy Johna Singletona Copleya, Thomasa Cole’a, Winslowa Homera, Thomasa Eakinsa i Williama Merritta Chase’a. Sztuka współczesna obejmuje główne dzieła takich amerykańskich artystów jak: Marsden Hartley, Georgia O’Keeffe, Franz Kline, Frank Stella, Jacob Lawrence, Elizabeth Murray i Joel Shapiro. XX wiek w sztuce europejskiej reprezentują: Ernst Ludwig Kirchner, Paul Delvaux, Henry Moore, Anselm Kiefer i Gerhard Richter. W zbiorach znajduje się również sztuka obrzędowa Afryki, sztuka prekolumbijska i judaika.

Malarstwo europejskie
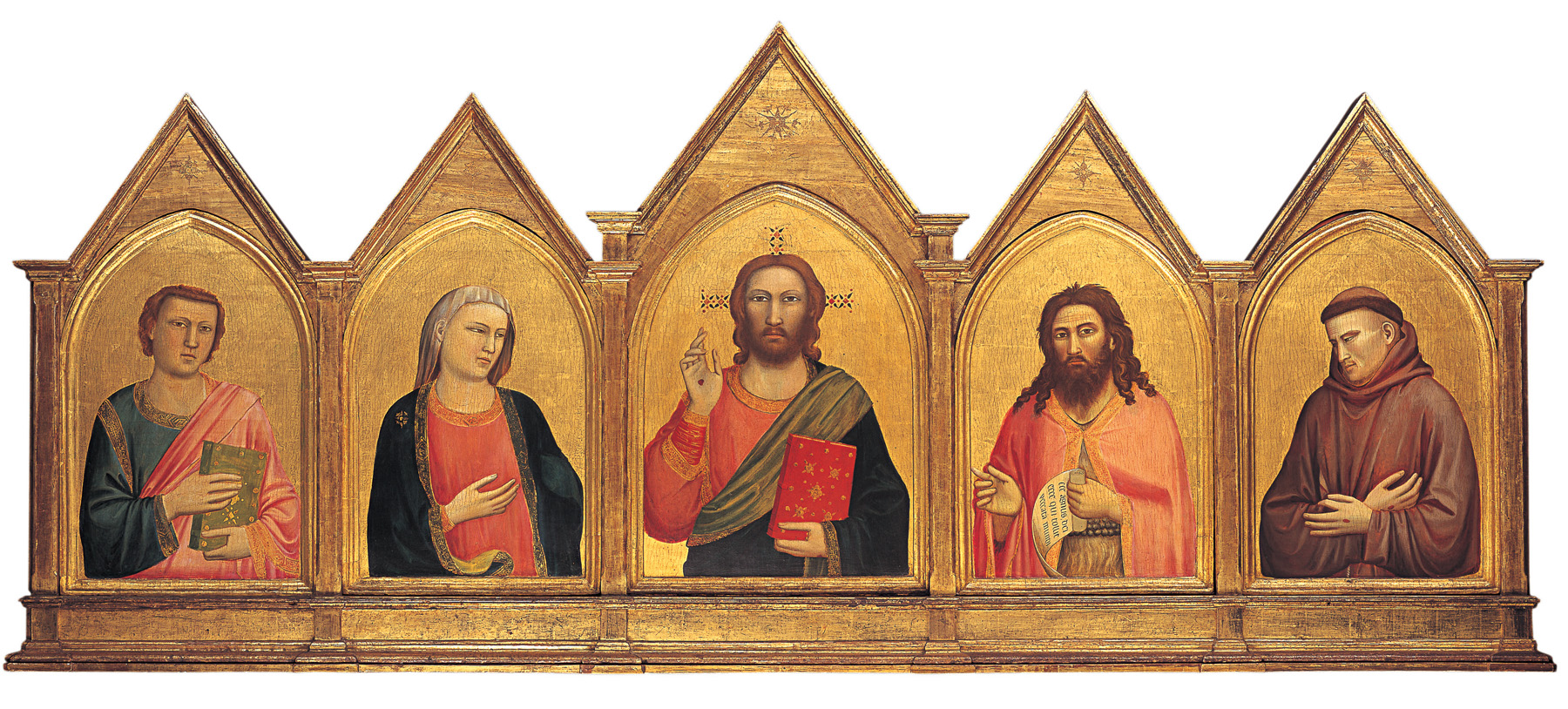
Giotto di Bondone, Ołtarz Peruzziego, 1310–1315
Lucas Cranach starszy, Madonna z Dzieciątkiem w pejzażu, ok. 1518
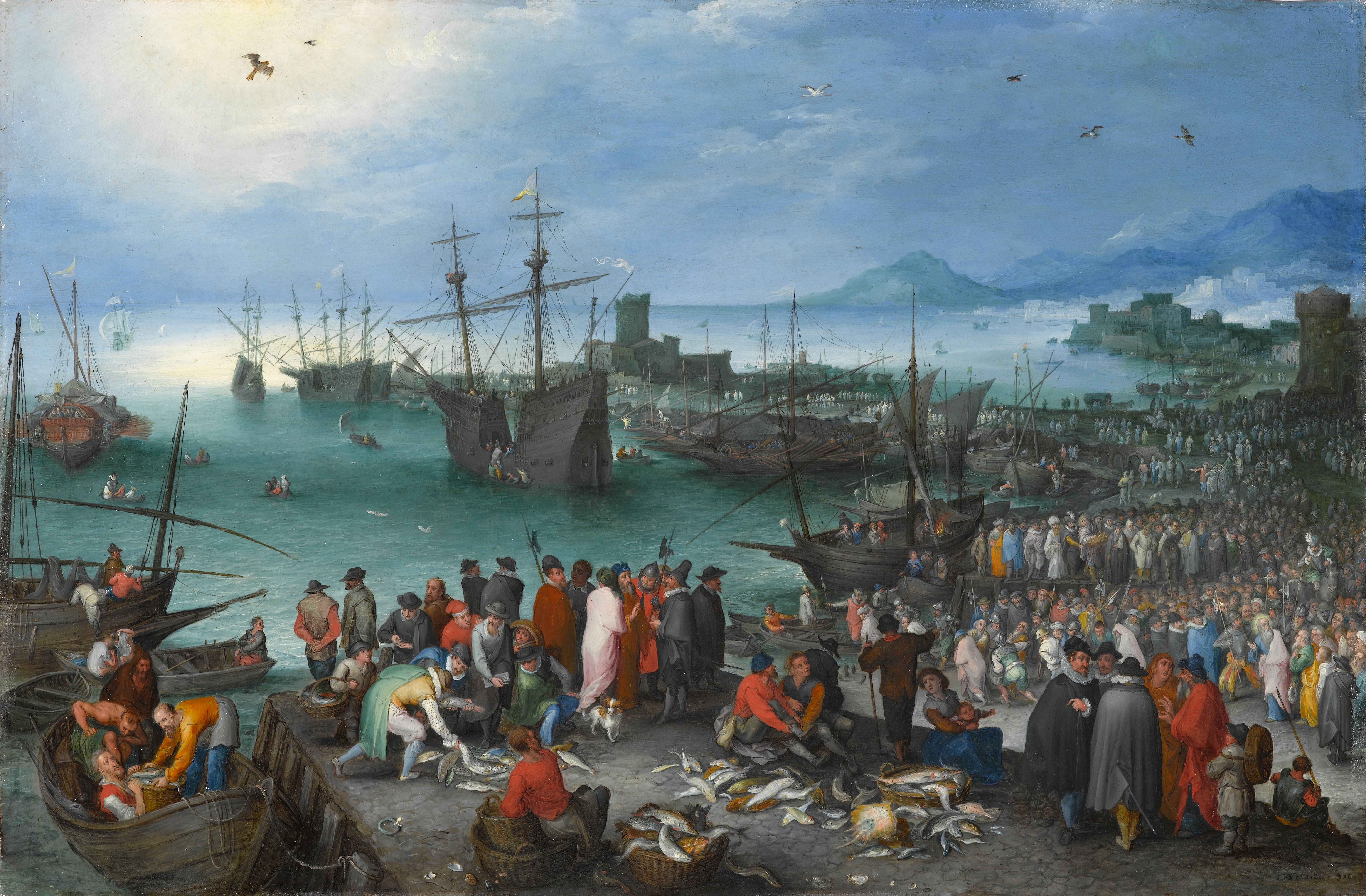
Jan Brueghel (starszy), Scena portowa z odpłynięciem św. Pawła z Cezarei, 1596
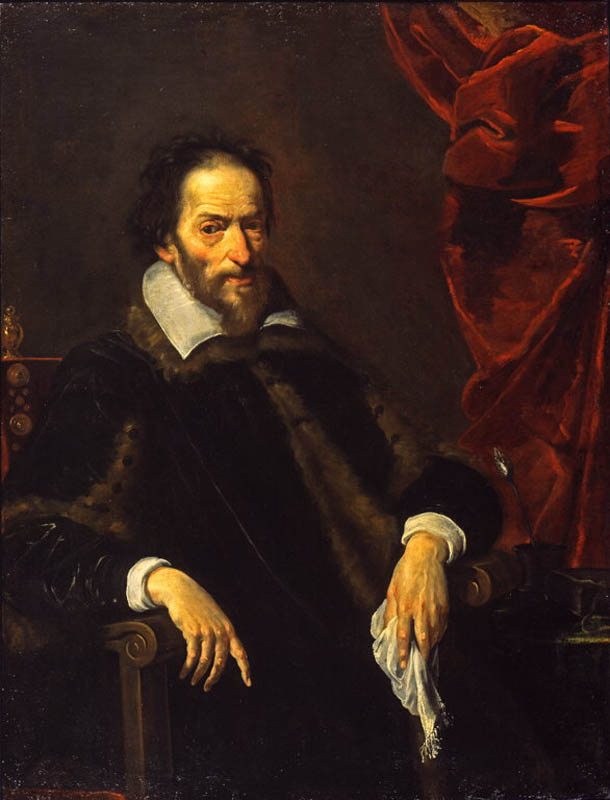
Bernardo Strozzi, Portret szlachcica, 1625–1632
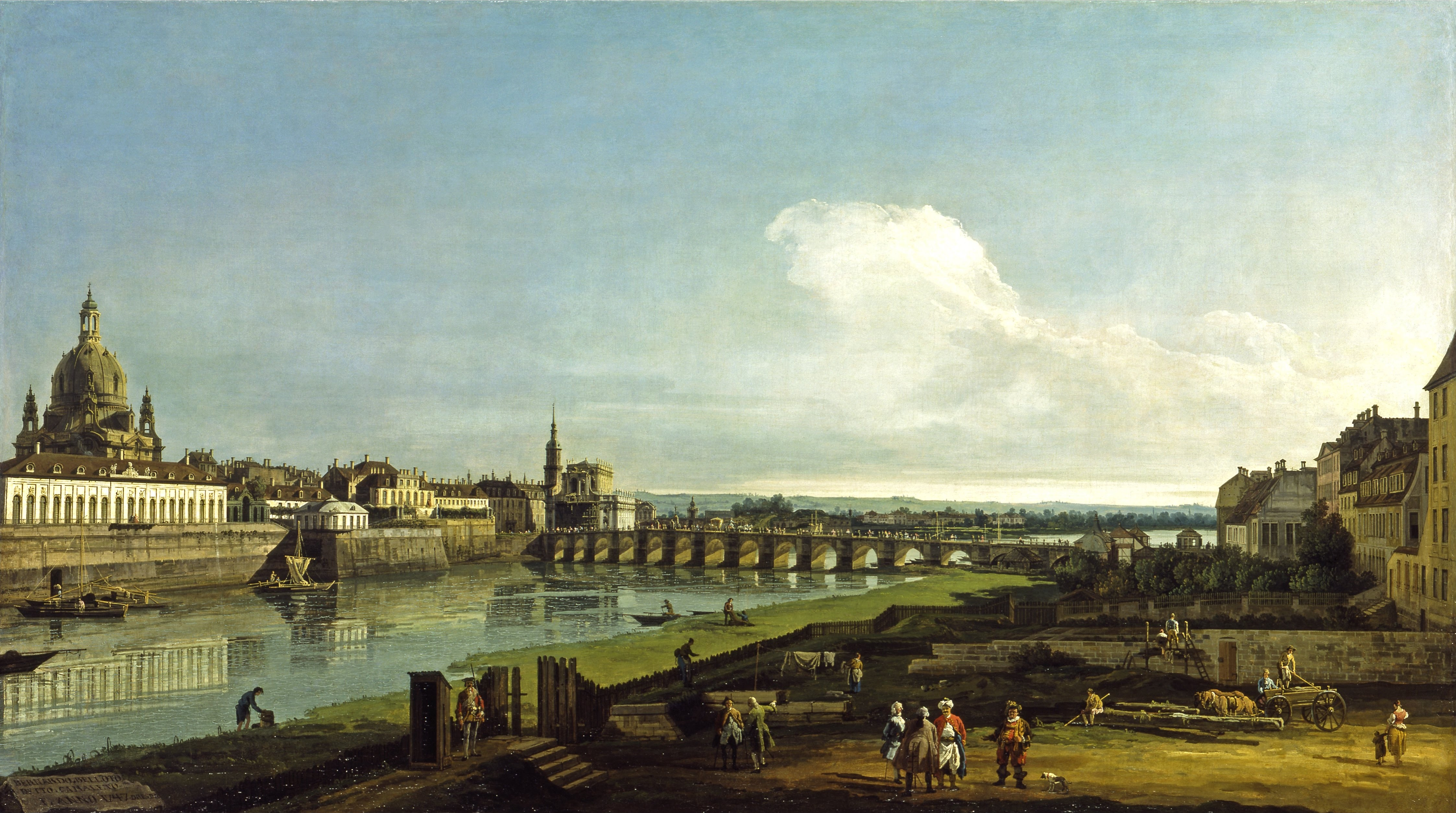
Bernardo Bellotto, Widok Drezna z kościołem Marii Panny, 1747

Malarstwo amerykańskie
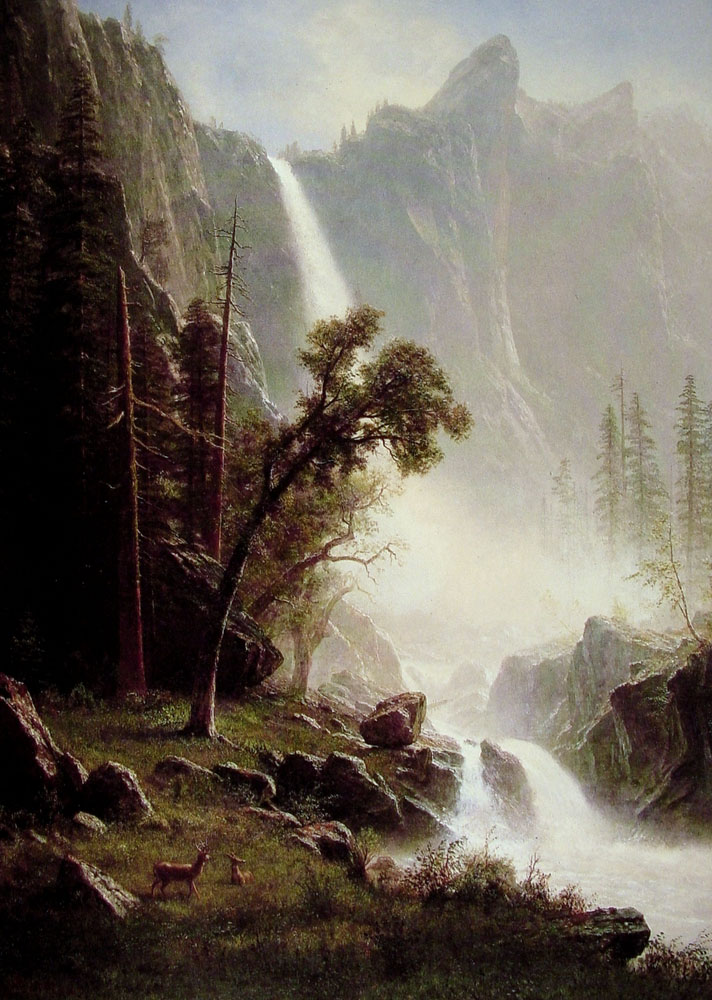
Albert Bierstadt, Wodospad Bridal Veil w Yosemite, 1871–1873
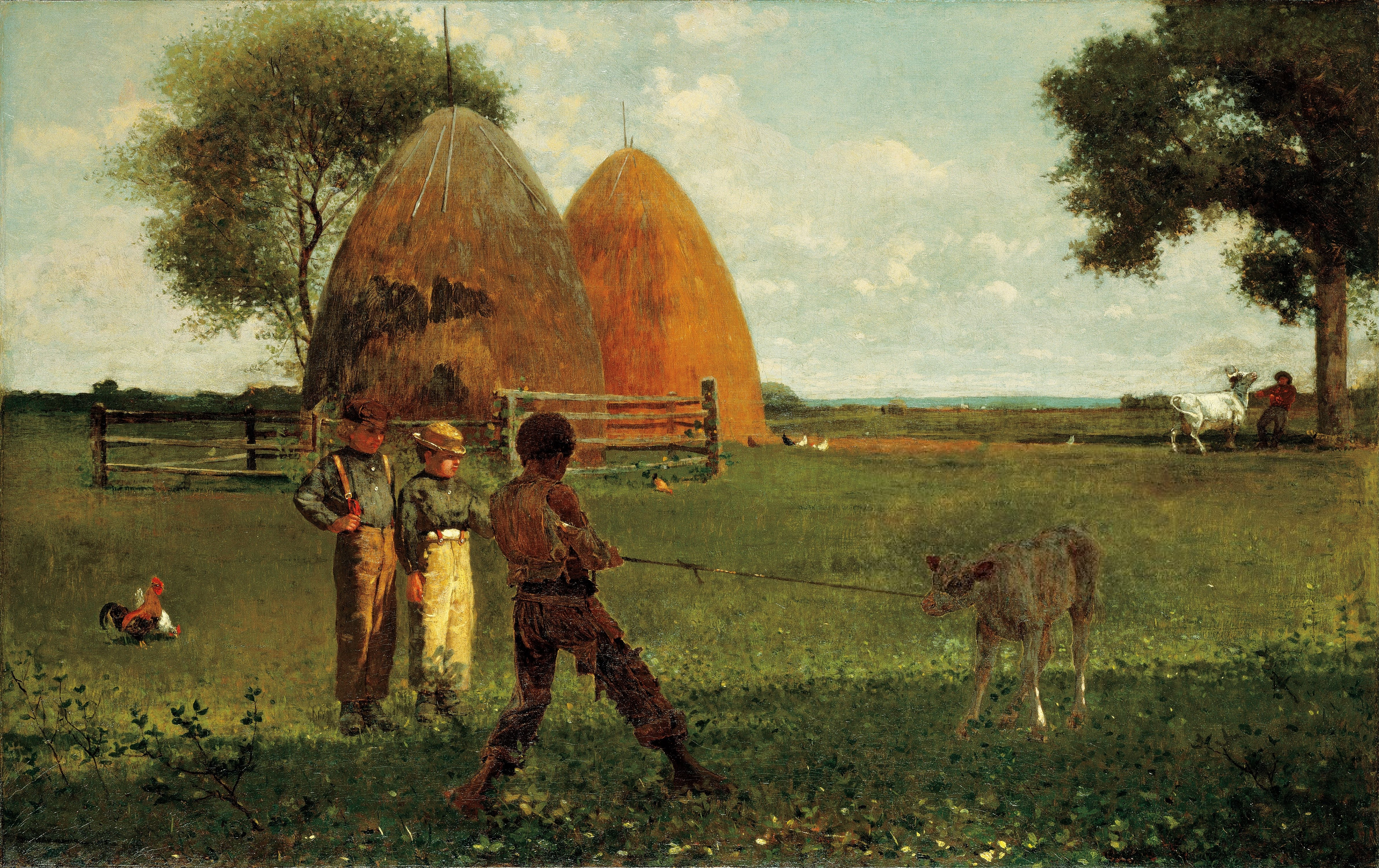
Winslow Homer, Odstawianie cielęcia od krowy, 1875
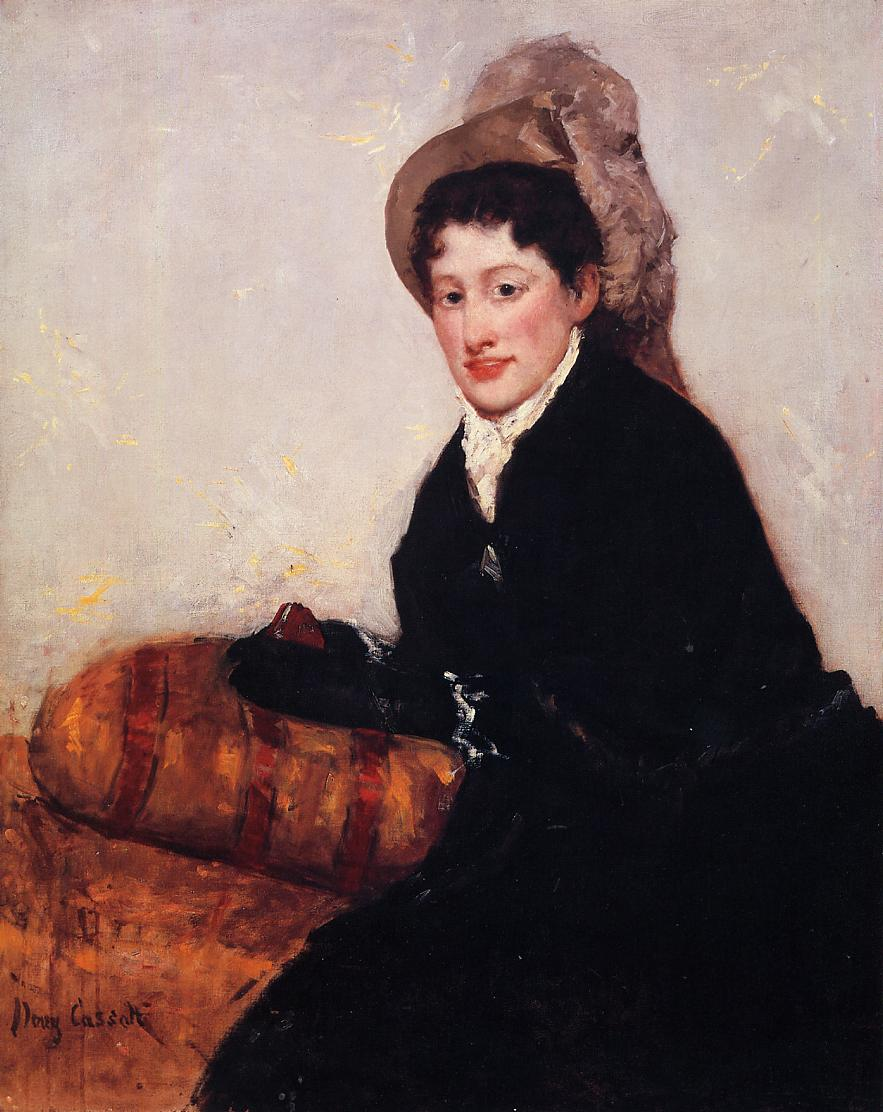
Mary Cassatt, Portret Madame X ubranej na przedstawienie, 1877–1878
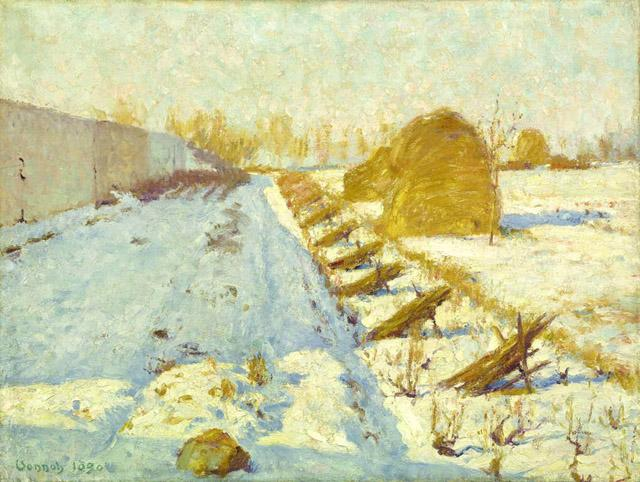
Robert Vonnoh, Zimowe słońce i cień, 1890
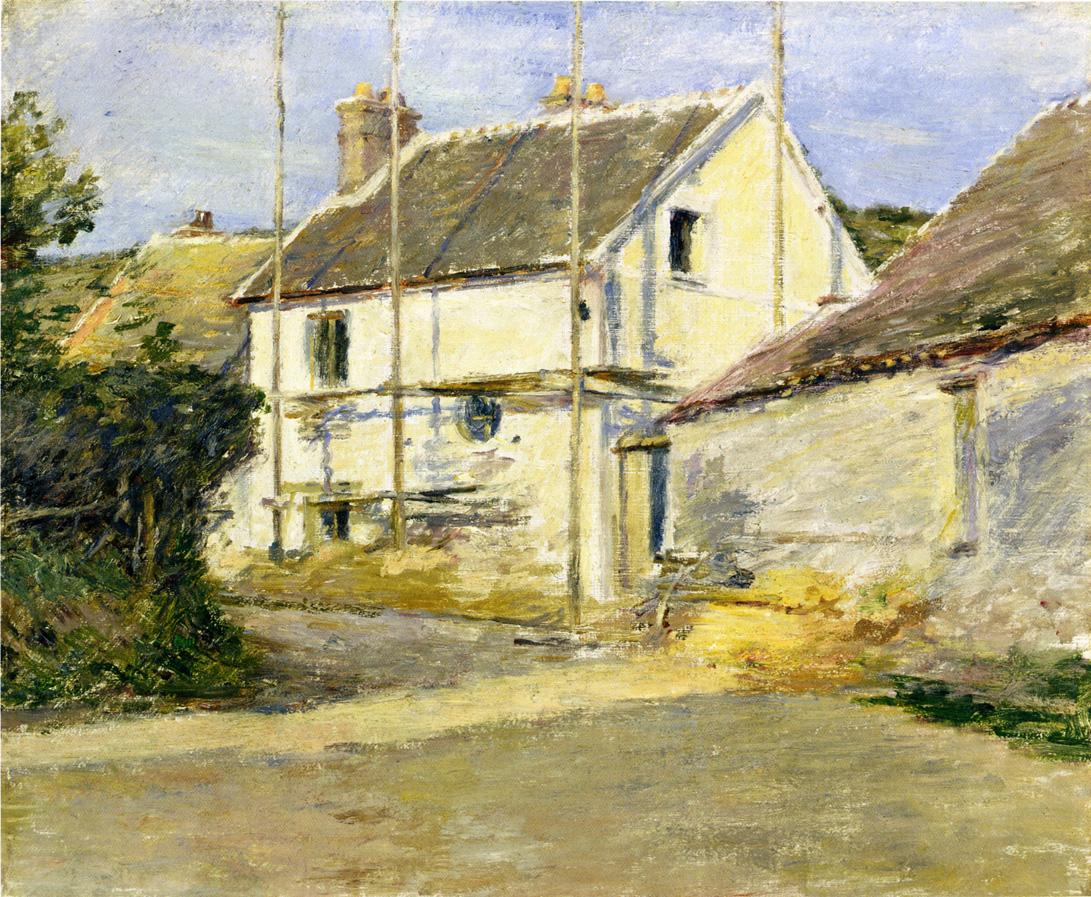
Theodore Robinson, Dom w rusztowaniu, 1892
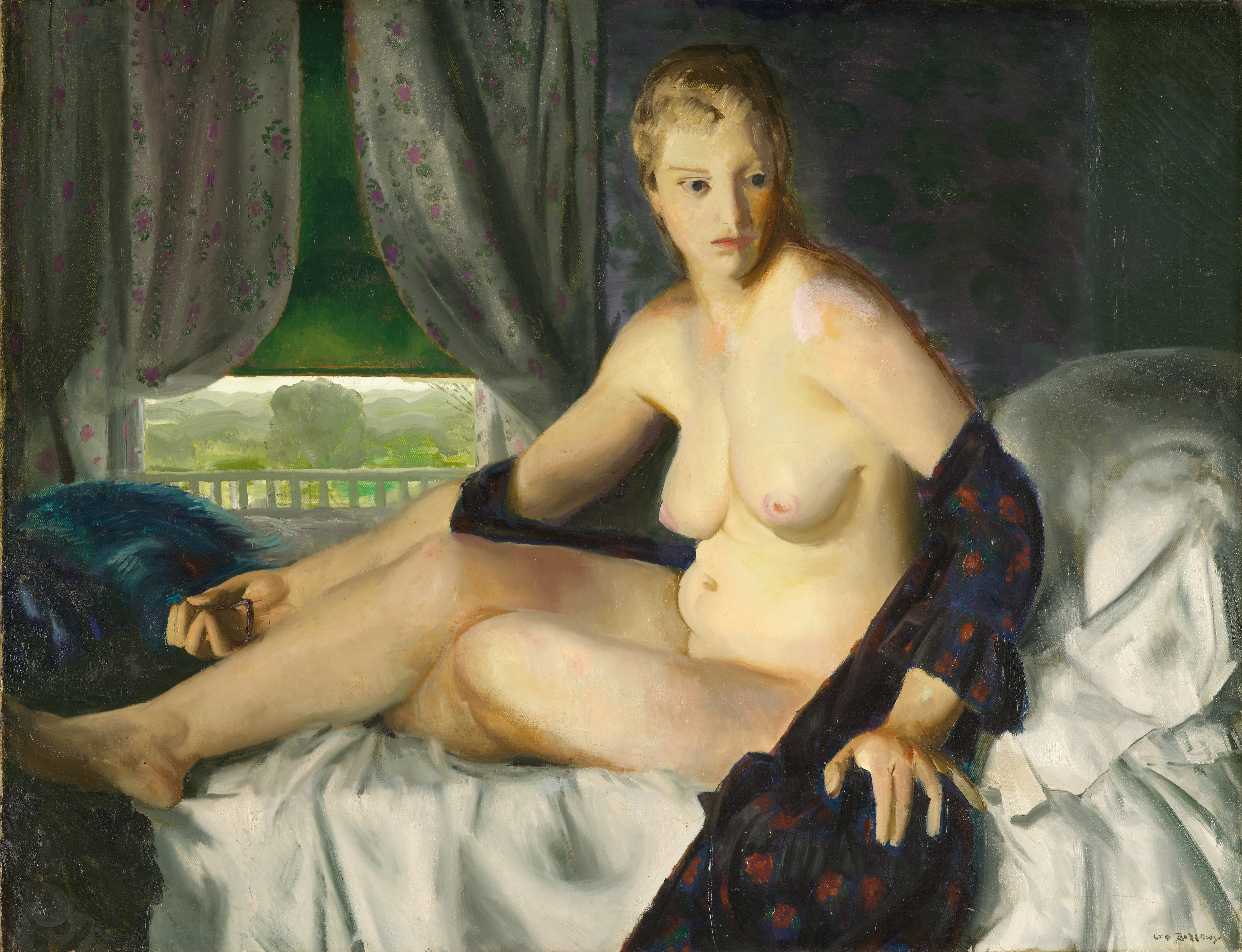
George Bellows, Akt z wachlarzem, 1920

## Muzeum Park
Muzeum Park (Park Muzealny) stanowi połączenie sztuki i natury. Obejmujący 65,6 ha pofałdowanych terenów, obszarów leśnych i wijących się potoków park jest wypełniony kilkunastoma tymczasowymi i stałymi dziełami sztuki, zamówionymi przez muzeum. Park Muzealny, który łączy się z systemem Greenway Capital Area, jest jednym z największych tego typu w Stanach Zjednoczonych. Jego początki sięgają końca 1999 roku, kiedy muzeum otworzyło Museum Park Trail (Szlak Parku Muzealnego), opracowany wspólnie z Departamentem Transportu Karoliny Północnej. Park powstał z przekształcenia dawnego gospodarstwa rolnego, które było częścią więzienia stanowego, obecnie przeniesionego. Teren został przyznany muzeum latem 2000 roku. Zajęcia na świeżym powietrzu obejmują koncerty, pokazy filmowe i festiwale. Program artystyczny Parku Muzealnego umożliwia współpracę artystów, projektantów i naukowców zajmujących się środowiskiem w celu tworzeniem dzieł inspirowanych światem przyrody. Park jest także miejscem do eksperymentowania ze sztuką środowiskową i restytucją ekologiczną. Planowanie i polityka w tej dziedzinie są realizowane we współpracy muzeum z College of Natural Resources w ramach North Carolina State University.